# Трое на шоссе
«Трое на шоссе» — советский фильм 1983 года режиссёра Анатолия Бобровского по одноимённой повести Владимира Кунина.

## Сюжет
— Почему они стоят?
— Не хотят рисковать, дорога обледенела.
— А почему же ты рискуешь?
— Я не рискую. Это моя работа.
Два героя — шофёры-дальнобойщики Виктор Карцев и Сергей Пушкарёв. Их связывает не только работа, но и дружба через всю жизнь.

Их можно назвать рабочей аристократией. Они опытные шоферы-дальнобойщики, хозяева на трассе. Это не значит, что для них тут не существует законов и правил. Наоборот, они хранители этих законов. Они знают цену безопасности и взаимовыручки на трассе. Но одно из главных условий безопасности — крепкий тыл. Главное, чтобы всё в порядке было дома. Тогда — хорошее настроение, твёрдая рука и внимательный взгляд.— киновед Н. А. Цыркун
У Виктора — сын, невестка, внучка, у него отношения с Леной, которая действительно любит его и, хотя и моложе его на двадцать лет, мирится с ролью любовницы. У Сергея — никого, кроме друга, но семья друга — его семья.
А в семье у Виктора непорядок — молодая невестка хочет разъехаться с тестем — предлагая купить кооперативную однокомнатную квартиру и отселить деда. Денег у молодых, конечно, нет, и они рассчитывают на помощь отца и деда… Виктор очень любит сына и свою маленькую внучку, он простодушно радуется, покупая в дальних рейсах для неё подарки, ему хочется возвращаться из дальних рейсов к семье, а не в одинокую «однушку». И он, понимая молодых, предлагает купить дачу, хотя денег у него на неё нет.
В очередной дальний рейс из Москвы в Закарпатье и обратно через Рязань едут трое: Виктор, Сергей и Лена, которую Виктор взял с собой в «свадебное путешествие».
Но этот рейс необычный не только потому что с Виктором сидит Лена — чтобы по-быстрому заработать денег на дачу, Виктор, который, хоть и лучше многих знает как «делать деньги на трассе», но всегда работал честно, впервые в жизни решает немножко «подкалымить». Они забирают груз на две машины, но загружают его в одну, а вторую загружают «левым» грузом для спекулянтов из Рязани. Для непривычных к махинациям мужественных и порядочных людей этот рейс становится роковым — «нештатная» ситуация обоих выводит из себя, друзья глупо ссорятся, что приводит к трагедии.

## В ролях
В главных ролях:

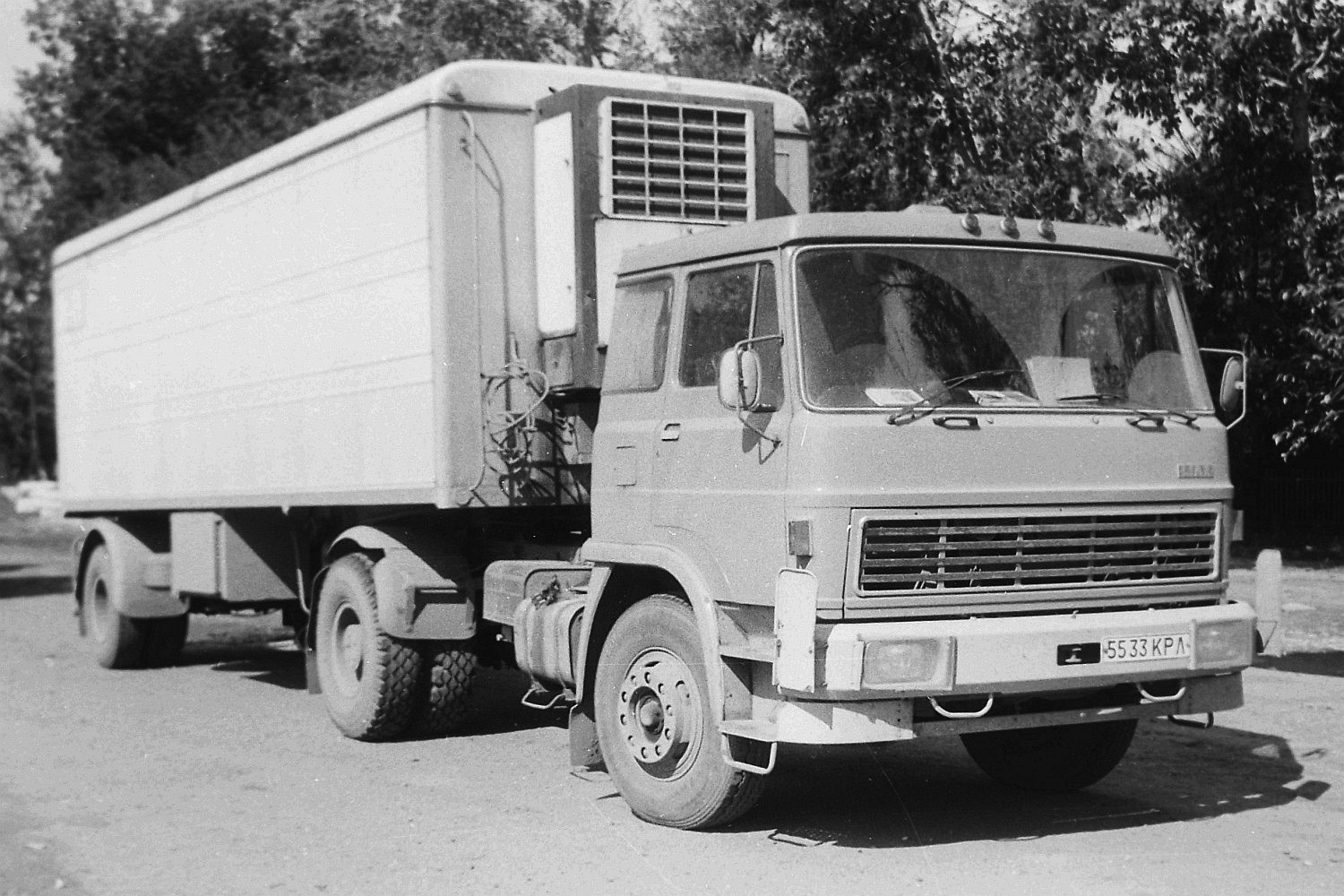
Грузовики героев — Škoda 706/LIAZ 100.

- Армен Джигарханян — Виктор Викторович Карцев, шофёр-дальнобойщик
- Вячеслав Невинный — Сергей Иванович Пушкарёв, шофёр-дальнобойщик
- Тамара Акулова — Лена, знакомая Карцева

В других ролях:

- Борис Токарев — Анатолий, сын Карцева
- Елена Цыплакова — Лиза, жена Анатолия
- Катя Бондарева — Катька, внучка Карцева
- Андрей Дударенко — Иван, поставщик яблок
- Юрий Воробьёв — Илья, водитель сломавшейся фуры
- Радий Афанасьев — шлагбаумщик на КПП
- Александр Пятков — Женя, пьяный водитель
- Юрий Мартынов — милиционер
- Андрей Войновский — друг Анатолия
- Елена Кольчугина — подруга Анатолия
- Виталий Леонов — «клиент», покупатель «левых» яблок в Рязани
- Владимир Мышкин — милиционер в Рязани
- Николай Бармин — начальник потребсоюза
- Раиса Куркина — представитель санитарной комиссии
- Виктор Маркин — представитель санитарной комиссии
- Владимир Пицек — представитель санитарной комиссии
- Клавдия Хабарова — Клавка, буфетчица в придорожном кафе
- Олеся Иванова — буфетчица в придорожном кафе
- Анна Фроловцева — женщина в ресторане
- Виктор Уральский — шофёр

## Дополнительно
В основе сценария одноимённая повесть Владимира Кунина написанная им в 1980 году, писатель сам написал сценарий к фильму.
Из более чем 30 экранизаций произведений писателя, некоторые из которых он вообще не признавал «своими», сам он любил только пять, в том числе фильм «Трое на шоссе».

## Критика
Экспозиция картины «Трое на шоссе» не отличается оригинальностью. Сильный, крепко стоящий на земле герой, водитель развозящий грузы по дальним трассам, а вокруг — измельчавшее «второе поколение», квартирные дрязги, невестка, погруженная в меркантильные интересы. … Простив авторам банальное начало, мы с удовольствием, однако, переносимся на простор трассы… На этом просторе создатели фильма всё время ставят героя перед необходимостью выбора: пойти или не пойти на компромисс с совестью, сделать или не сделать решительный шаг навстречу любящей его Лене, которую тяготят их нестабильные, «дорожные» отношения.

Создав атмосферу бытовой достоверности и обозначив «болевую» и довольно-таки сложную житейскую коллизию, с которой сталкивается их герой, авторы картины «Трое на шоссе» не смогли пойти дальше. Фильму явно не хватает дыхания для серьёзных обобщений, а значит, и для раскрытия заявленной в нём проблемы.— Искусство кино, № 1, 1986
Киновед Н. А. Цыркун писала, что «фильм не выдающийся, что называется, средний, лавров не стяжавший, но заметный в первую очередь благодаря актёрским работам», и главным образом игрой Армена Джигарханяна, для которого роль в картине — «Одна из лучших его „шофёрских“ ролей».
Также и критик В. Я. Дубовский высоко оценил игру Армена Джигарханяна, сумевшего в своём характерном амплуа создать образ героя:

В картине «Трое на шоссе» Джигарханян как бы вновь вернулся к своим излюбленным ролям сильных, мужественных, надёжных людей. Его Виктор Карцев — шофёр—дальнобойщик, прекрасный профессионал, способный с риском для жизни провести огромную машину по обледенелому склону дороги, он не пасует перед сложностями своей нелёгкой работы. Но его внутренняя сила и профессиональная уверенность соседствуют с жесткостью характера, упрямством, неуступчивостью.